# Bělkovice
Bělkovice (Duits: Bielkowitz) is een Moravisch dorp, basis-residentie-eenheid en kadastrale gemeente in de gemeente Bělkovice-Lašťany in Tsjechië. Bělkovice telt 1017 inwoners (2021). Samen met Lašťany vormt het een tweelingdorp. Het dorp ligt aan de beek Trusovický potok.

## Geschiedenis
- 1238 – De eerste schriftelijke vermelding van Bělkovice.
- 1960 – De gemeente Bělkovice fuseert met de gemeente Lašťany tot de nieuwe gemeente Bělkovice-Lašťany.

## Aanliggende (kadastrale) gemeenten
| Aanliggende (kadastrale) gemeenten1 | Aanliggende (kadastrale) gemeenten1 | Aanliggende (kadastrale) gemeenten1 | Aanliggende (kadastrale) gemeenten1 | Aanliggende (kadastrale) gemeenten1 |
| ----------------------------------- | ----------------------------------- | ----------------------------------- | ----------------------------------- | ----------------------------------- |
|                                     |                                     | Lašťany                             |                                     |                                     |
|                                     |                                     |                                     |                                     |                                     |
| Bohuňovice                          |                                     |                                     |                                     |                                     |
|                                     |                                     |                                     |                                     |                                     |
|                                     |                                     |                                     |                                     | Dolany                              |

1 Cursief geschreven namen zijn andere kadastrale gemeenten binnen Bělkovice-Lašťany.